# Bernard Shaw-priset
Bernard Shaw-priset (engelska: Bernard Shaw prize) är ett brittiskt pris för litteratur översatt från svenska till engelska. Det instiftades 1991 av Society of authors med stöd från Anglo-Swedish literary foundation och Sveriges ambassad i London. Priset delas ut vart tredje år. Prissumman är 2000 pund.
Priset är uppkallat efter George Bernard Shaw, som grundade Anglo-Swedish literary foundation 1927 med sina Nobelprispengar.

## Pristagare
Följande har tilldelats priset:
| År   | Juryn                             | Vinnare                                                                                          | Andra plats | Kortlistad |  |
| ---- | --------------------------------- | ------------------------------------------------------------------------------------------------ | --- | --- |  |
| 1991 |                                   | Tom Geddes för Ormens väg på hälleberget (The way of a serpent) av Torgny Lindgren (Harvill)     | | |  |
| 1994 |                                   | David McDuff för En dal i våldet (A valley in the midst of violence) av Gösta Ågren (Bloodaxe)   | | |  |
| 1997 |                                   | Michael Robinson för August Strindberg selected essays av August Strindberg (CUP)                | | |  |
| 2000 |                                   | Anna Paterson för Rövarna i Skuleskogen (The forest of hours) av Kerstin Ekman (Chatto & Windus) | Sarah Death för Pengar (Money) av Victoria Benedictsson (Norvik Press)                                                          | |  |
| 2003 |                                   | Sarah Death för Änglahuset (The angel house) av Kerstin Ekman (Norvik Press)                     | Tom Geddes för Hummelhonung (Sweetness) av Torgny Lindgren (Harvill)                                                            | |  |
| 2006 |                                   | Sarah Death för Snö (Snow) av Ellen Mattson (Jonathan Cape)                                      | Tom Geddes för Pölsan (Hash) av Torgny Lindgren (Duckworth)                                                                     | |  |
| 2009 |                                   | Thomas Teal för Rent spel (Fair play) av Tove Jansson (Sort Of Books)                            | Tiina Nunnally för Boken om Blanche och Marie (The story of Blanche and Marie) av P.O. Enquist (Harvill Secker)                 | |  |
| 2012 |                                   | Robin Fulton för Chickweed wintergreen – selected poems av Harry Martinson (Bloodaxe Books)      | Peter Graves för Stridens skönhet och sorg (The beauty and the sorrow) av Peter Englund (Profile)                               | |  |
| 2015 |                                   | Thomas Teal för Lyssnerskan (The listener) av Tove Jansson (Sort of Books)                       | Sarah Death för Ett kort uppehåll på vägen från Auschwitz (A brief stop on the road from Auschwitz) av Göran Rosenberg (Granta) | |  |
| 2018 |                                   | Frank Perry för Bret Easton Ellis and the Other Dogs av Lina Wolff (And Other Stories)           | Deborah Bragan-Turner för The Parable Book av Per Olov Enquist (MacLehose Press/Quercus)                                        | - Sarah Death för Wilful Disregard av Lena Andersson (Picador, Pan Macmillan) - John Irons för Selected Poems av Lars Gustafsson (Bloodaxe Books)                                                                                 |  |
| 2021 | Charlotte Berry, Annika Lindskog. | Sarah Death för Letters from Tove av Tove Jansson (Sort of Books)                                | Sarah Death för Chitambo av Hagar Olsson (Norvik Press) Amanda Doxtater för Crisis av Karin Boye (Norvik Press)                 | - Neil Smith för Anxious People av Fredrik Backman (Penguin, Michael Joseph) - Deborah Bragan-Turner för To Cook A Bear av Mikael Niemi (MacLehose Press) - Nichola Smalley för Wretchedness av Andrzej Tichý (And Other Stories) |  |